# Editorial Mir
L'Editorial Mir (en rus: Издательство Мир) (transliterat: Izdatelstvo Mir) (en català: "Editorial Pau") és una editorial que va publicar llibres soviètics traduïts a diversos idiomes i que actualment existeix com a empresa estatal de la Federació Russa.

## Història
L'editorial de literatura cientificotècnica traduïda va ser fundada el 4 de maig de 1946 per decisió del Consell de Comissaris del Poble de l'URSS encapçalat per Stalin, amb el nom de "Editorial literatura estrangera", i estava encarregada de l'edició en rus de llibres estrangers sobre branques separades de ciència, art i literatura, l'estudi de la producció a l'estranger de ciències naturals, política, societat, literatura, i informació sistemàtica de les editorials centrals, les organitzacions científiques, els ministeris, els departaments i les biblioteques sobre la literatura nova que sortia a l'estranger.
El 1964 el Consell de Ministres de l'URSS, encapçalat per Aleksei Kosygin, decidí una reorganització d'aquesta editorial i l'"Editorial Estatal de la Literatura a les Llengües Estrangeres" (part d'aquesta editorial es reorganitzà amb l'Editorial Progrés), especialitzada en la traducció de llibres soviètics a diferents idiomes. Producte d'això rebé el nom d'Editorial Mir, ubicada a Moscou; on eren concentrades les redaccions naturals (en rus) - científiques i de llengua; les redaccions humanitàries eren lliurades a l'Editorial Progrés. L'objectiu de la seva creació es va formular així: "donar a la ciència nacional la possibilitat de conèixer els novíssims assoliments de la ciència mundial, i als seus col·legues estrangers donar a conèixer les obertures científiques a l'URSS".
El 1990 l'Editorial Mir es fusionà amb altres sis editorials estatals: l'Espiga, el Transport, la Química, la Metalurgia, Legprombytizdat i Energoatomizdat. L'editorial augmentà així el seu caràcter científic introduint elements de la indústria, i la part dels llibres corresponent a autors soviètics va créixer conseqüentment. De 1990 a 1995 l'editorial Mir va publicar la seva última tirada en diferents idiomes. Actualment l'editorial s'encarrega de la producció de llibres de text en un ampli rang d'especialitats, des de cibernètica fins a la veterinària. D'ara endavant només publica edicions en rus.
Però l'associació i la transformació de "MIR" en el conglomerat d'una branca de la indústria editorial no va ajudar a salvar la seva situació. Per Decisió del Tribunal arbitral de la ciutat de Moscou el 30 desembre 2008 l'editorial va ser declarada en fallida. Per la definició del Tribunal arbitral de la ciutat de Moscou del 2 juny 2009 el procés per l'assumpte va cessar, en vista que l'empresa va pagar per complet el deute davant els creditors i va continuar així la seva activitat empresarial.
Administracions decidides pel Consell de Ministres de l'URSS:
(1946 - 1949) L'editorial estatal "Literatura Estrangera" del Consell de Ministres de l'URSS
(1949 - 1953) L'editorial "Literatura Estrangera" de l'Administració central pels assumptes de la indústria Polígrafa, les editorials i el comerç de llibres del Consell de Ministres de l'URSS.
(1953 - 1954) L'editorial "Literatura Estrangera" de l'Administració central de les editorials, la indústria polígraf i el comerç de llibres del Ministeri de la Cultura de l'URSS.
(1954 - 1957) L'editorial "Literatura Estrangera" de l'Administració central de les Editorials del Ministeri de la cultura de l'URSS.
(1957 - 1959) L'editorial "Literatura Estrangera" del Ministeri de Cultura de l'URSS.
(1959 - 1963) L'editorial "Literatura Estrangera" de l'Administració central de les editorials, la poligrafia i el comerç de llibres del Ministeri de cultura de l'URSS.
(1963 - 1965) L'editorial "Mir" del comitè Estatal Premsa del Consell dels Ministres de l'URSS.
(1965 - 1972) L'editorial "Mir" del Comitè de Premsa del Consell dels Ministres de l'URSS.
(1972 - 1978) L'editorial "Mir" del comitè Estatal del Consell dels Ministres de l'URSS pels assumptes de les editorials, la poligrafia i el comerç de llibres.
Sessions d'Organització Interna:
(1949, 1964, 1971, 1976, 1981) Els estatuts de l'editorial.
(1946 - 1981) Les ordres i les disposicions per l'activitat principal.
(1949 - 1972, 1974 - 1981) Les actes de les sessions de la direcció.
(1948, 1950-1972, 1974 - 1981) Les actes i els estenograma de les sessions del consell científicament-de redacció.
(1954, 1956, 1965, 1972, 1979 - 1981) el consell artístic de l'editorial, l'estenograma de les reunions de producció. Les llistes de la literatura produïda per l'editorial. Els plans temàtics de l'edició. Les notes dels empleats de l'editorial sobre el treball de les redaccions i els departaments.

## Producció
L'editorial Mir publica la traducció al rus de monografies científiques publicades a l'estranger, materials didàctics i col·leccions temàtiques de matemàtiques, mecànica teorètica, física, química, biologia, astronomia, geofísica, geologia, energia, ciència dels materials i astronàutica. També publica una gran selecció de literatura de divulgació científica i de ficció científica. Al seu torn de l'editorial Mir surten traduccions a l'anglès, castellà, francès, italià, alemany i àrab de tots aquests temes publicats per escriptors soviètics.
El 1972 es produïen 540 títols i fullets diferents i gairebé 6 milions de còpies que es distribuïen en 100 països, a Llatinoamèrica mitjançant l'empresa estatal V/O Mezhdunaródnaya Kniga.
Així, tot i el teló d'acer diverses generacions de científics, professors i estudiants d'ambdós bàndols van poder disposar de llibres científics perfectament traduïts, que fins llavors no existien. No obstant això la glòria de "MIR" s'estenia més enllà dels límits del món científic: els lectors soviètics van poder gaudir per primera vegada de les novel·les de ficció científica de Sajmaka, Shekli, Asimov, o Bredberi. Des de l'ocàs de la Unió Soviètica, l'editorial Mir va ser monopolista en el camp de l'edició traduïda de llibres cientificotècnics i ciència-ficció estrangers.

## Publicacions
LLIÇONS POPULARS DE MATEMÀTIQUES
Sobre la Demostració en Geometria 

Sobre la Geometria de Lobachevski 

Àlgebra Extraordinària 

Algunes aplicac. de la mecànica a les matemàtiques 

Anàlisi Matem. en el Camp de les Func Racionals 

Àrees i Logaritmes 

Característica euleriana 

Construccions Geomètriques Mitjançant un Compàs 

Criteris de Divisibilitat 

Corbes Meravelloses 

Desigualtats 

Divisió de Figures en parts menors 

Divisió d'un Segment en la Raó Donada 

Divisió inexacta 

Equacions Algebraiques de Graus arbitraris 

Elements de la Teoria dels Jocs 

Figures equivalents i equicompuestas 

Fraccions Meravelloses 

Funcions hiperbòliques 

Gamma Simple. Com Construir les Gràfiques 

Inducció a la Geometria 

L'Envolupant 

La regla en construccions geomètriques 

Línies Més Curtes. Problemes de variacions 

Els Algorismes i la Resol. Automàtica de Problemes 

Màquina de Post 

Mètode Cinemàtic en Problemes Geomètrics 

Mètode d'aproximacions successives 

Mètode de coordenades 

Mètode d'inducció matemàtica 

Mètode de Montecarlo 

Nombres de Fibonacci 

Problemes Elementals de Màxim i Mínim 

Projecció estereogràfica 

Punts Fixos 

Què és el Càlcul Diferencial? 

Què és la Programació Lineal? 

Rectes i Corbes 

Representació de Figures Espacials 

Resolució d'equacions en nombres enters 

Sistemes d'equacions lineals 

Sistemes de Desigualtats Lineals 

Sistemes de numeració 

Successions Recurrents 

Teoremes de Configuració 

Triangle de Pascal 